# Alice Mogwe
Alice Mogwe (Molepolole, 14 de febrero de 1961) es una abogada y activista botsuana. En 1993 fue fundadora y directora de Ditshwanelo, una organización que trabaja en Botsuana en defensa de los derechos humanos.
En octubre de 2019 en el 40 Congreso de la Federación Internacional por los Derechos Humanos (FIDH) fue elegida presidenta de la organización. En 2022, Alice Mogwe fue reelegida presidenta de la FIDH para tres años.   
Previamente ha sido secretaria general de la federación. En diciembre de 2018, fue la primera líder de la sociedad civil en dirigirse a la Asamblea General de las Naciones Unidas en nombre de 250 defensores y defensoras de los derechos humanos de todo el mundo. 

## Biografía
Alice Mogwe nació en Molepolole, una ciudad de Botsuana donde pasó su infancia y donde todavía vive. Procedente de una familia acomodada, su madre es de origen stoho y criada en Sudáfrica. Se implicó en la defensa de los derechos de las mujeres en el Consejo de las Mujeres de Botsuana. Alice explica que tiene a su madre como modelo. Después de realizar sus primeros estudios en Molepolole, fue a estudiar al Oxford College en Inglaterra, donde su padre enseñaba. Tiene formación en derecho, políticas públicas, estudios africanos y mediación.
En 1982, comenzó su formación universitaria en Sudáfrica, durante el apartheid, en la Facultad de Derecho de Ciudad del Cabo. En 1985 y 1988 preparó una disertación sobre mujeres maltratadas y se especializó en criminología. Continuó sus estudios en la Universidad de Kent en el Reino Unido en Derecho y Economía Social . Finalmente realizó una tesis en Derecho sobre el acceso a la justicia para los pobres en la India, realizando investigaciones sobre el terreno durante varios meses en este país. Desde 1989, Alice Mogwe es abogada de oficio y abogada especializada en casos de injusticia. 
En 1993 fue cofundadora de la ONG Ditshwanelo, que significa “derechos humanos” en el idioma setswana. La organización está comprometida en la lucha por la abolición de la pena de muerte que todavía se aplica en Botsuana así como en otros 19 estados africanos y denuncia las violaciones de las libertades y políticas. 
Mogwe está comprometida especialmente en la lucha en favor  de los derechos de los pueblos indígenas, de las mujeres, de la infancia y de las personas LGBTI+, migrantes y refugiadas.  
Con su organización también ha contribuido a la lucha por la abolición de la pena de muerte en Botsuana y África, así como en la exigencia de rendición de cuentas a las industrias extractivas en su país de origen.
Botsuana tiene alrededor de 3.000 personas reconocidas como refugiados y más de 200 solicitantes de asilo. Estos inmigrantes, principalmente de Zimbabue, se vieron obligados a abandonar sus países debido a la situación política y económica. También denuncia la falta de atención médica, en particular de la detección del SIDA para inmigrantes y refugiados, y la falta de escuelas en los campos de refugiados donde se descuida totalmente la educación de los más jóvenes. En este sentido recibió el apoyo del Alto Comisionado de Naciones Unidas para los Refugiados en 1993.
Otro de sus ejes de trabajo es la situación de las trabajadoras domésticas frecuentes en África. Con su asociación realizó una investigación entre 1996 y 2004. Es frecuente que trabajen más de 10 horas del día con un solo día de descanso semanal, que obtengan un bajo salario o a menudo ni se las paga y simplemente se las alimenta rayando situaciones de explotación. Ditshwanelo actúa asesorando e apoyando las denuncias.  
Mogwe ha sido Líder de Misión de la Red de Apoyo Electoral de Botsuana durante las Elecciones Generales de 2009 y Observadora Electoral de la sociedad civil en 2014 para el Consejo de Organizaciones No Gubernamentales de Botsuana.  
Como consultora ha trabajado para realizar capacitaciones y talleres, facilitar diálogos y redactar informes para una variedad de organizaciones, entre ellas la Agencia Sueca de Desarrollo, UNICEF, Africa Information Afrique, Amnistía Internacional y la Comisión Africana de Derechos Humanos y de los Pueblos.

#### Federación Internacional por los Derechos Humanos
Mogwe fue primero delegada y en 2016 asumió la Secretaría General de la FIDH. El 14 de octubre de 2019 fue elegida por Presidenta de FIDH, por un período de tres años sucediendo al académico y activista griego Dimitris Christopoulos.
Entre las prioridades de su mandato está reforzar los mecanismos de protección de las defensoras y defensores de los derechos humanos en el mundo con programas de apoyo rápido y práctico. Abanzar en el seguimiento digital y la vigilancia fomentando el uso seguro de la tecnología por parte de las y los activistas y reforzar la cooperación horizontal entre los miembros de la FIDH.

## Vida personal
En 1991 se casó con Ruud Jansen, de origen holandés, con quien tiene tres hijos (Marc Mogwe-Jansen, Bahumi Mogwe-Jansen y Mosele Mogwe-Jansen). Es anglicana practicante. Habla con fluidez el inglés y el setswana, que es su lengua materna.

## Premios, reconocimientos y distinciones
- Reconocimiento a la contribución como líder de vanguardia de las mujeres de Botsuana por parte del gobierno de los Estados Unidos, 9 de marzo de 2005 ;
- Caballero de la Orden Nacional del Mérito, 8 de diciembre de 2005
- Premio a la Reconciliación de África de David Rockefeller, octubre de 2010;
- Premio de Derechos Humanos de la Comisión Nacional Consultiva de Derechos Humanos 2012.